# Goierri
Das Eskualde Goierri (span. Goyerri) ist eines der acht eskualdeak (Kreise, span. comarcas) in der Provinz Gipuzkoa.
Das im Süden der Provinz gelegene Eskualde umfasst 18 Gemeinden auf einer Fläche von 341,72 km².

## Gemeinden
| Gemeinde        | Einwohner (2024) | Fläche km² | Dichte Einw./km² | Cod INE | Postleitzahl |
| --------------- | ---------------- | ---------- | ---------------- | ------- | ------------ |
| Altzaga         | 171              | 2,52       | 68               | 20906   | 20248        |
| Arama           | 178              | 1,32       | 135              | 20012   | 20248        |
| Ataun           | 1.717            | 58,73      | 29               | 20015   | 20211        |
| Beasain         | 13.961           | 30,02      | 465              | 20019   | 20200        |
| Gabiria         | 516              | 14,88      | 35               | 20038   | 20217        |
| Gaintza         | 124              | 5,96       | 21               | 20037   | 20248        |
| Idiazabal       | 2.268            | 29,47      | 77               | 20043   | 20213        |
| Itsasondo       | 670              | 8,94       | 75               | 20047   | 20249        |
| Lazkao          | 6.055            | 11,37      | 533              | 20049   | 20210        |
| Legorreta       | 1.449            | 8,62       | 168              | 20052   | 20250        |
| Mutiloa         | 253              | 8,61       | 29               | 20057   | 20214        |
| Olaberria       | 934              | 6,92       | 135              | 20058   | 20212        |
| Ordizia         | 10.699           | 5,65       | 1.894            | 20076   | 20240        |
| Ormaiztegi      | 1.268            | 6,77       | 187              | 20062   | 20216        |
| Segura          | 1.465            | 9,22       | 159              | 20070   | 20214        |
| Zaldibia        | 1.740            | 16,44      | 106              | 20078   | 20247        |
| Zegama          | 1.541            | 35,07      | 44               | 20025   | 20215        |
| Zerain          | 280              | 10,37      | 27               | 20026   | 20214        |
| Comarca Goierri | 45.289           | 341,72     | 133              | –       | –            |

Zur Eskualde gehören noch die drei im Süden liegenden gemeindefreien Gebiete Enirio-Aralarko Mankomunitatea (span. Mancomunidad de Enirio de Aralar) mit einer Fläche von 33,81 km², Gipuzkoako Partzuergo Txikia (span. Parzonería de Guipúzcoa) mit einer Fläche von 4,81 km² und Gipuzkoa eta Arabako Partzuergo Orokorra (span. Parzonería General de Guipúzcoa y Álava) mit einer Fläche von 32,22 km².